# Vlag van Greonterp

Vlag van Greonterp

De vlag van Greonterp is de dorpsvlag van het Nederlandse dorp Greonterp, in de Friese gemeente Súdwest-Fryslân. Deze vlag is ontworpen door Klaes Sierksma. De vlag werd in 1955 aangenomen en in 1969 geregistreerd.
Bij gemeenteraadsbesluit van 19 april 1955 zijn een vlag vastgesteld voor de 27 dorpen van de vroegere gemeente Wonseradeel. Deze vlag is ontworpen door Klaes Sierksma.

## Ontwerp
De vlag bestaat uit twee diagonale vlakken in het blauw en wit linksgeschuind, met in het wit een rode pompeblêd. Aan de mastzijde toont een blauwe verticale baan met daarin een wit blokje.

## Verklaring
De kleuren blauw en wit zijn afgeleid van het dorpswapen samen met de rode pompeblêd. De pompeblêd verwijst naar de provincie Friesland waarin Greonterp gelegen is. De mastzijde toont de vlag van Wonseradeel, de gemeente waar Greonterp eerder tot behoorde.

## Zie ook

Wapen van Greonterp